# Юнгерсайм
Юнгерса́йм (фр. Ungersheim) — коммуна на северо-востоке Франции в регионе Гранд-Эст (бывший Эльзас — Шампань — Арденны — Лотарингия), департамент Верхний Рейн, округ Мюлуз, кантон Виттенем. До марта 2015 года коммуна административно входила в состав упразднённого кантона Сульц-О-Рен (округ Гебвиллер).
Площадь коммуны — 13,51 км², население — 1947 человек (2006) с выраженной тенденцией к росту: 2062 человека (2012), плотность населения — 152,6 чел/км².

## Население
Численность населения коммуны в 2011 году составляла 2043 человека, а в 2012 году — 2062 человека.
| 1962 | 1968 | 1975 | 1982 | 1990 | 1999 | 2006 | 2007 | 2008 | 2011 | 2012 |
| ---- | ---- | ---- | ---- | ---- | ---- | ---- | ---- | ---- | ---- | ---- |
| 1161 | 1113 | 1280 | 1430 | 1457 | 1633 | 1947 | 1991 | 2000 | 2043 | 2062 |

Динамика населения:

## Экономика
В 2010 году из 1369 человек трудоспособного возраста (от 15 до 64 лет) 1069 были экономически активными, 300 — неактивными (показатель активности 78,1 %, в 1999 году — 75,1 %). Из 1069 активных трудоспособных жителей работал 971 человек (499 мужчин и 472 женщины), 98 числились безработными (40 мужчин и 58 женщин). Среди 300 трудоспособных неактивных граждан 119 были учениками либо студентами, 110 — пенсионерами, а ещё 71 — были неактивны в силу других причин.
На протяжении 2011 года в коммуне числилось 775 облагаемых налогом домохозяйств, в которых проживало 2039 человек. При этом медиана доходов составила 22656 евро на одного налогоплательщика.

## Достопримечательности (фотогалерея)

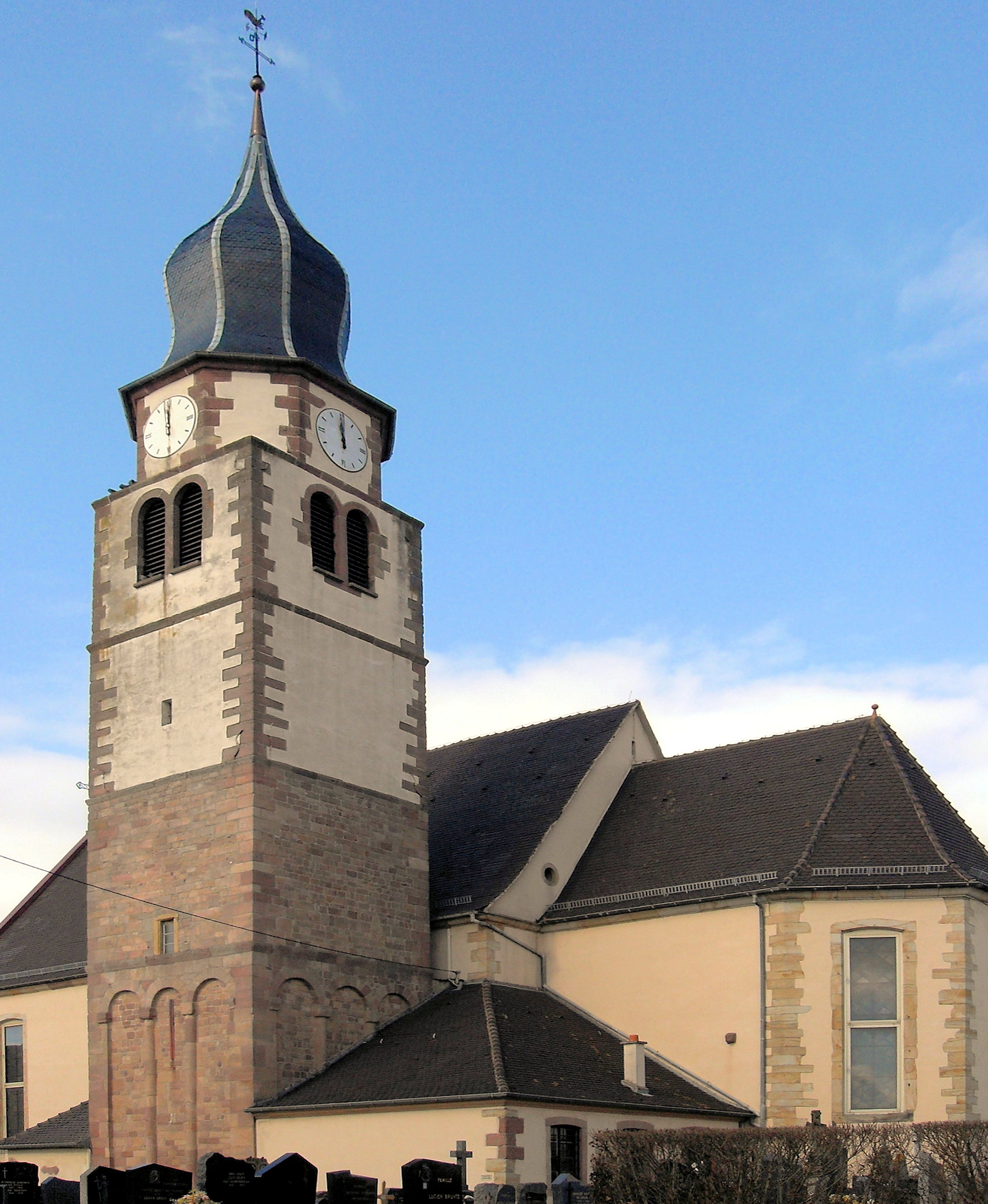
Церковь Сен-Мишель
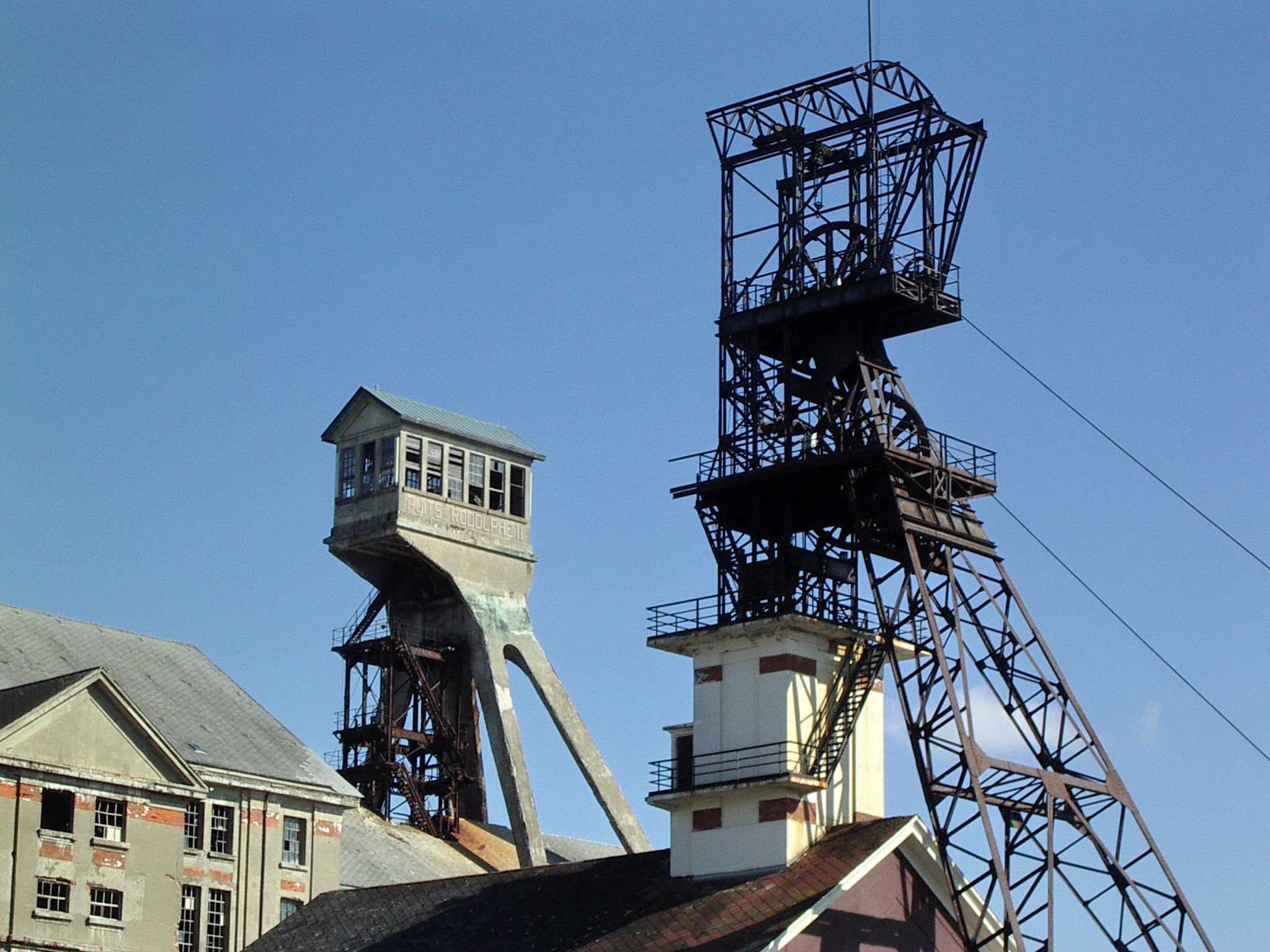
Шахта
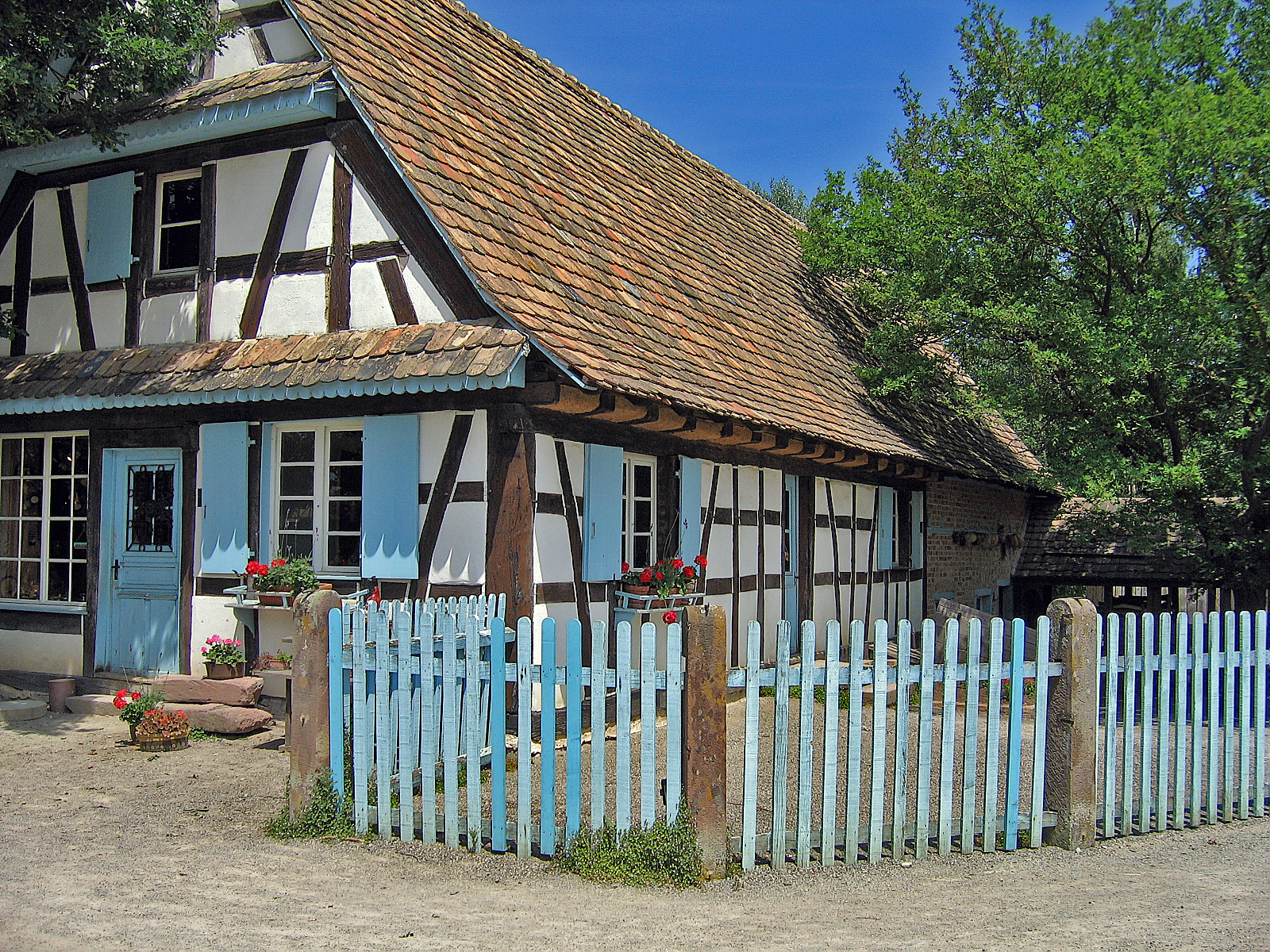
Экомузей Эльзаса